# Dora Lindeman
Lucy Evelyn Dora Lindeman (Waddinxveen, 16 mei 1918 – Amsterdam, 4 januari 2008) was een Nederlands zangeres. Haar stembereik was sopraan.
Ze was een dochter van predikant Catharinus Marius Anne Alettus Lindeman en Lucy Evelyn Davies. Vader Lindeman was ook enige tijd conservator en waarnemend hoofddirecteur van het Rijksmuseum Amsterdam. Ze had enige tijd een relatie met dirigent Max van Doorn. Haar zuster Mary Lindeman, die koorzangeres was, trouwde met fluitist Ed van Leer, die uiteindelijk een baan als directeur van een behangfabriek verkoos boven een muziekloopbaan. Dora Lindeman zong zowel met begeleiding van Max van Doorn als van Ed van Leer. De zoon van Mary en Ed zou wereldberoemd worden; het is fluitist Thijs van Leer.
Ze kreeg haar muziekopleiding  van Aaltje Noordewier-Reddingius en aansluitend van Pierre Bernac in Parijs. Ze had al enige optredens verzorgd in de Haagse Bethlehemkerk, voordat haar officiële debuut als zangeres plaatsvinden in Dordrecht. Daar zong ze mee in het Requiem van Wolfgang Amadeus Mozart. Naar aanleiding van dat optreden kon ze verder met haar zangeresloopbaan in de oratoria en/of liederen. Ze zou slechts zelden in opera’s verschijnen. Tijdens haar eerste optreden in Londen, het is dan 1947, hoorde de dirigent Bruno Walter haar. Hij wilde dat ze bij hem soliste werd in de Symfonie nr. 2 van Gustav Mahler. Ze hield haar stem niet alleen voor het klassieke repertoire. Zo zong ze in 1947 ook in A child of our time, een oratorium van de toen hedendaagse componist Michael Tippett. Tippett was onder de indruk van de uitvoering, getuige de recensie van Wouter Paap. In 1949 zong ze de begrafenis van haar lerares. In 1958 stond ze voor een recital in de Kleine zaal van het Concertgebouw, alwaar ze naast klassiek repertoire ook liedjes (Chansons orientales) van Henk Badings vertolkte. Men sprak destijds van een herovering van het podium, aangezien ze daarvoor voornamelijk in oratoria had gezongen. Ze zou nog concerten geven onder leiding van Antal Doráti en Leonard Bernstein.
Ze gaf zangles aan het Utrechts Conservatorium en ook aan het Zwols Muzieklyceum.